# Hotta Masatoshi
Hotta Masatoshi (jap. 堀田 正俊; * 12. März 1634 in Edo; † 7. Oktober 1684 ebenda) war Daimyō und Mitglied bzw. von 1681 an Leiter des Regierungsrats der Tokugawa-Dynastie in Japan.

## Lebensweg
Hotta Masatoshi wurde als dritter Sohn von Masamori geboren, der sich als Ratgeber zweier Shōgune große Verdienste erwarb. Seine Mutter war eine Tochter des mächtigen Ratsmitglieds Sakai Tadakatsu. Ein Jahr nach seiner Geburt wurde er auf Anweisung des Shōgun Tokugawa Iemitsu von dessen Amme Kasuga no Tsubone adoptiert und 1641 als Page dem späteren Shōgun Tokugawa Ietsuna (1641–1680) zugewiesen. Als Iemitsu 1651 starb, folgte ihm Masatoshis Vater Masamori in den Tod (junshi).
Dank des Wohlwollens von Ietsuna machte Masatoshi eine steile Karriere. Zunächst wurde ihm aus dem väterlichen Nachlass das Lehen Moriya (Provinz Shimousa) mit einem Reis-Ertrag von 13.000 Koku zugeteilt. 1667 erhielt er mit der Ernennung zum Zeremonienleiter (Sōjaban) das Lehen Annaka (20.000 Koku). Das Lehen Koga brachte ihm 115.000 Koku ein, und als Ratsmitglied brachte er es schließlich auf 200, 000 Koku. Unter seinen Gefolgsleuten ist besonders der konfuzianische Gelehrte Arai Hakuseki zu nennen, der zeitweilig in seinen Diensten stand.
Nach seiner Berufung zum Wakadoshiyori (若年寄, etwa „Junior-Rat“) im Jahre 1670 zeigte er große politische Fähigkeiten. 1679 ernannte ihn Ietsuna zum Ratsmitglied (rōjū). Als der kinderlose Shōgun im folgenden Jahr starb, setzte er sich gegen den mächtigen Rat Sakai Tadakiyo für den Halbbruder des Shōgun, Tsunayoshi, als Nachfolger ein.
Unter Tsunayoshi stieg Masatoshi 1681 an die Spitze des Rats zum Tairō (大老) auf, womit der Titel Chikuzen no Kami (Bewahrer von Chikuzen) und das Lehen Koga verbunden waren. Zusammen mit Makino Narisada verfolgte er in den vier Jahren bis zu seinem Tode eine vom Neokonfuzianismus geprägte Politik, welche die Fürsorge des Shōgun für den Tenno, die Förderung des Konfuzianismus, der Kunst sowie eine strengere Führung der Finanzen verfolgte. Wegen seiner Rigorosität kam es daher bald zu einer gewissen Entfremdung von den anderen Ratsmitgliedern.
Masatoshi fiel am 7. Oktober 1684 im Palast des Shōgun einem Attentat seines Vetters Inaba Masayasu (1640–84) zum Opfer, dessen Hintergrund nicht klar ist. Einige Quellen bezeichnen Masayasu als geistesgestört, andere führen einen Streit über ein Flussbegradigungsprojekt als Grund an. Der Posten des Tairō wurde längere Zeit nicht mehr besetzt. Die nach dem Attentat eingeführten Sicherheitsmaßnahmen, so nahm der Shōgun nicht mehr selbst an den Besprechungen teil, sondern ließ sich durch seinen Kämmerer Yanagizawa Yoshiyazu vertreten, verstärkten den absolutistischen Charakter des Tokugawa-Regimes.